# Nikolaus Magni von Jauer
Nikolaus Magni von Jauer (auch: Nikolaus Groß von Jauer; lateinisch Nicolaus Magni de Jawor; tschechisch Mikuláš Magni z Jawora; * um 1355 in Jauer; † 22. März 1435 in Heidelberg) war ein schlesischer Theologe. 1397 war er Rektor der Karls-Universität Prag, 1406 Rektor der Universität Heidelberg. Als ein Anhänger der Rechtgläubigkeit setzte er sich für die Erneuerung von Glauben und Klerus ein.

## Leben
Über seine Herkunft und Kindheit ist wenig bekannt, auch nicht, welche Schulen er in Schlesien besucht hatte. 1377 studierte er Philosophie an der Universität Wien und ab 1378 an der Karlsuniversität in Prag, wo u. a. Matthäus von Krakau und Konrad von Soltau zu seinen Lehrern gehörten. Nach dem Erwerb der akademischen Grade eines „Baccalaureus artium“ und 1381 des „Licentiatus artium“ wirkte er als Lehrer an der Artistenfakultät und studierte gleichzeitig Theologie, die er 1392 mit dem Bakkalaureat und 1395 mit dem Magister theologiae abschloss. Zeitpunkt und Ort seiner Priesterweihe sind nicht bekannt. Seit 1392 wirkte er als Prediger an der deutschen St.-Gallus-Kirche in Prag und als Seelsorger eines Frauenklosters, für dessen Konvent er eine Predigt über das Leiden Christi hielt, deren Fassung als Handschrift erhalten blieb. 1397 bekleidete er, inzwischen zum Theologieprofessor ernannt, das Amt des Rektors der Karls-Universität.
1402 folgte Nikolaus Magni einem Ruf an die 1386 gegründete wittelsbachische Universität Heidelberg, wohin bereits vorher seine Lehrer Matthäus von Krakau und Konrad von Soltau gegangen waren. Die Gründe, warum sie und andere Professoren Prag verließen, sind nicht bekannt. Vermutlich spielten dabei die Konflikte zwischen den böhmischen und Universitätsangehörigen anderer Nationen eine Rolle, bei denen es um die Verteilung der Plätze am Karlskolleg ging. Die Auseinandersetzungen waren begleitet von den geistigen Einflüssen John Wyclifs in der vorhussitischen Zeit und führten schließlich 1409 zum Exodus der deutschen Professoren nach Leipzig.
In Heidelberg bekleidete Nikolaus Magni mehrmals das Amt des Dekans der Theologischen Fakultät. 1406 war er Rektor und 1407–1421 Vizekanzler. Zudem wirkte er als Notar und Ratgeber in der Kanzlei der Pfälzer Kurfürsten Ruprecht III. und Ludwig III. Daneben war er bis zu seinem Tod Prediger an der Heiliggeistkirche, der er 1413–1418 als Dekan und „Canonicus senior“ vorstand. 1416–1417 nahm er als Gesandter seiner Universität am Konzil von Konstanz teil. Mit der dort gehaltenen Rede forderte er u. a. die moralische Besserung des Klerus und die Reform des Pfründenwesens. Im Streit zwischen Papst und Konzil verhielt er sich neutral. Bereits während seiner Prager Zeit trat er dem Reformator Jan Hus entgegen und auch später bekämpfte er dessen Anhänger; ebenso verfolgte er abweichende Lehrmeinungen. 1425 gehörte er zu den Richtern im Prozess gegen den Häretiker Johannes von Drändorf, der zum Tode verurteilt wurde. 1432 wurde Nikolaus Magni als Abgeordneter („Ambassiator domini comitis Palatini“) des Kurfürsten zum Konzil von Basel entsandt, wo er versuchte, ein erneutes Schisma zu verhindern. 1434 nahm er an dem Basler Konzil nochmals als Mitglied der Glaubensdeputation teil. Während des Konzils hielt er im Basler Dominikanerkloster „An den Steinen“ zwei Predigten unter dem Titel „Vom Gebet“ und „Von der Liebe Gottes“, in denen er die drei Ordensgelübde erläuterte und die Behebung der eingetretenen Nachlässigkeiten im Klosterleben forderte. Sie sind unter dem Namen Nikolaus von Heidelberg in deutscher Fassung erhalten geblieben. Auch auf einer Wormser Provinzialsynode prangerte er die sittlichen Verfehlungen des geistlichen Standes an.

## Schriften
In seinem theologischen Werk befasste sich Nikolaus Magni vor allem mit dem christlichen Lebenswandel und der Seelsorge der Gläubigen. Seine ausschließlich handschriftlich überlieferten Predigten und Traktate sind in mehreren Universitäts- und Staatsbibliotheken nachgewiesen. Sie wurden 1898 von A. Franz in seinem Werk Der Magister Nikolaus Magni de Jawor aufgelistet. Vielrezipiert ist sein Tractatus de superstitionibus.